# プリンスジョージズ郡 (メリーランド州)
プリンスジョージズ郡（英: Prince George's County）は、アメリカ合衆国メリーランド州の郡。ワシントンD.C.の北と東を囲むように位置する。人口は96万7201人（2020年）で、州内ではモンゴメリー郡に次いで2番目である。郡庁所在地はアッパーマルボロ町（人口631人）であり、同郡で人口最大の都市はブーイ市（人口54,727人）である。
プリンスジョージズ郡はワシントン・ボルチモア・北バージニア広域都市圏に含まれる。郡内にはアンドルーズ空軍基地やゴダード宇宙飛行センター、アメリカ合衆国国勢調査局などの重要な施設がある。アフリカ系アメリカ人が多数を占める郡として国内で最も裕福な郡である。

## 郡名の由来
プリンスジョージズ郡は、デンマークのプリンス・ジョージ（1653年-1708年）に因んで名づけられた。イギリスのアン女王の夫君であり、デンマーク＝ノルウェー王クリスチャン5世の兄である。プリンスジョージズ郡は略して"P.G." あるいは "P.G. 郡"と呼ばれることが多いが、ある程度軽蔑的な意味合いもある。

## 歴史
白亜紀の恐竜はプリンスジョージズ郡となった地域にも来ており、ローレルの7.5エーカー (30,000 m2) ある公園には現在も多くの化石が残されている。そこではアストロドンやプリコノドンの歯が見つかっており、アメリカ合衆国東部でも種類が多いと言われている。
プリンスジョージズ郡は1696年にメリーランド植民地の委員会によって、チャールズ郡とカルバート郡の一部を合わせて設立された。1748年にはフレデリック郡設立のために一部が譲渡された。フレデリック郡はその後、現在のアリゲイニー郡、ガレット郡、モンゴメリー郡、ワシントン郡が分離したので、これらすべてが1748年までプリンスジョージズ郡の領域だったところから生まれたことになる。
1791年、新しいコロンビア特別区設立のために郡領域の一部が割譲され、他にモンゴメリー郡の一部や、北バージニアの一部も合されたが、バージニア州の土地は後に変換された。
米英戦争のとき、イギリス軍がホワイトハウスを焼くために、ブラーデンズバーグに向かう途中で郡内を通過していった。その帰り道で、著名な医者のウィリアム・ビーンズを捕獲していった。弁護士のフランシス・スコット・キーがビーンズの釈放を交渉するよう求められ、それがアメリカ合衆国の国家『星条旗」を書くきっかけを作った。
1865年4月、ジョン・ウィルクス・ブースはエイブラハム・リンカーンを暗殺した後、プリンスジョージズ郡を通って、バージニア州に逃亡した。
郡南部の多くは奴隷を働かせるタバコ農園だったので、アフリカ系アメリカ人の人口が多かった。アフリカ系アメリカ人は19世紀後半にメリーランドの政治に参加しようとしたが、うまくいかなかった。その人口は20世紀前半で減少したが、1990年代初期には50%以上回復し、再度人口構成比で多数となった。アフリカ系アメリカ人で初めて郡執行役に選ばれたのは1994年のウェイン・K・カリーだった。
1997年7月1日、プリンスジョージズ郡とモンゴメリー郡に跨って存在していたタコマパーク市で、住民投票が行われ、市の全域がモンゴメリー郡に属することになった。これはタコマパーク市の住人が単一の管理区分にはいることを望んだためであり、両郡と州議会の承認で成立した。プリンスジョージズ郡にとっては1791年以来の領域修正であり、メリーランド州にとっても1900年代初期以来の修正となった。
プリンスジョージズ郡内には多くのアメリカ合衆国国家歴史登録財がある。

## 地理
プリンスジョージズ郡は大西洋岸平原にあり、地形はおだやかにうねる丘陵とバレーである。西隣のモンゴメリー郡とともに、アデルフィ、カルバートン、ウェストローレルの町はピードモント台地の上にあり、標高は300フィート (90 m) を超えているアメリカ合衆国国勢調査局に拠れば、郡域全面積は498.45平方マイル (1,291.0 km2)であり、このうち陸地485.43平方マイル (1,257.3 km2)、水域は13.01平方マイル (33.7 km2)で水域率は2.61%である。
パタクセント川が東のハワード郡、アナランデル郡、カルバート郡との郡境になっている。

### 地域
郡の地形、文化、人口は、郡内の場所が変わると著しく異なっている。郡内には5つの重要な地域がある。

#### 北部
北部にはローレル、ベルツビル、アデルフィ、カレッジパーク、グリーンベルトなどの町がある。地域内を州間高速道路495号線（キャピタル・パークウェイ）とボルチモア・ワシントン・パークウェイが通っている。ローレルは白人が多く、ICCが建設されることで人口増加ブームが起こっている。主たる雇用主はメリーランド大学、ヘンリー・A・ウォレス・ベルツビル農業研究センター、NASAゴダード宇宙飛行センターである。地形的な特徴としては、環境計画都市であるグリーンベルトに隣接する保護林のあるグリーンベルト公園、メリーランド大学に隣接し歴史的な家屋を集めたユニバーシティ公園がある。リバースデール邸宅、バーウィンハイツの歴史的家屋、マウントレイニア、ハイアッツビルもある。ワシントンメトロのグリーンライン完工時に建設された公園のアートメシア湖には釣りのできる湖があり、またアナコスチャ川とその支流にできた長大なアナコスチャ・トリビュタリー・トレイルの体系の出発点になっている。パタクセント野生生物研究センターの南部と中央部がこの地域に入っている。その北部はアナランデル郡のパタクセント川の北になっている。

#### 中央部
中央部はキャピタル・ベルトウェイの東に位置し、ミッチェルビル、ウッドモア、グレーター・アッパーマルボロ、スプリングデール、ブーイーの町がある。2010年国勢調査に拠れば、郡内でも人口増加率の高い地域である。ミッチェルビルは裕福なアフリカ系アメリカ人ミッチェル家に因む命名であり、郡内の広大な土地を所有していた。州間高速道路95号線ベルトウェイの主要出口にあるセントラル・アベニューが東西に走り、この地域での幹線道になっている。もう1つの幹線道はオールド・クレイン・ハイウェイであり、郡東側を南北に走っている。ニュートン・ホワイト邸宅は結婚式や政治的な催しに人気がある場所である。
ブーイーは計画されたレビットタウンとして知られる。開発業者ウィリアム・レビットが伝統的な家屋を建てた一方で、東海岸と州都アナポリスに向かう主要道アメリカ国道50号線に沿って、カリフォルニアの当代建築も造った。ブーイーは人口が5万人を超え、郡内最大の都市になっている。郡全体の白人人口構成比が48％であるのに対し、ブーイーは白人比率が高い。ブーイーの町がサラブレッドのレース場として始まった歴史地区（元はハンティングタウンと呼ばれた）には1世紀を経た家屋があるのに対し、最新式の家屋まで幅広くある。地形的な特徴としては、オグデン・ブーイー邸宅、アレン池がある。アレン池はワシントン・ボルチモア・アンド・アナポリス・トレイルの重要部であり、かつ計画公園、湖、歩道でもある。

#### 田園部
郡内田園部はベルトウェイのさらに東側、中央部の南にあり、北端はアメリカ国道50号線、西はアッコキークとフォートワシントン、東はパタクセント川となっている。プリンスジョージズができたときは、ここが始まりだった。地域の大半は未編入の教区、村、廃村である。アッパーマルボロあるいはブランディワインという郵便用住所に入っており、実際にアッパーマルボロの町は郡の中心に近いが、田園部の郵便局所在地でもある。1721年以降、アッパーマルボロが郡庁所在地であり、そこに住む家族はプリンスジョージズ郡最初の土地取得者と初期政府の役人にまで遡ることができる。クラゲット、ササー、キングジェイムズ、クイーンアンといった名前が通りの名に使われている。
田園部は住民と郡政府が協力して、田園的な性格と環境の一体感を保存しようとした運動の中心にあった。メリーランド首都公園計画委員会の下で、パタクセント川公園が最大の自然保存地であり、バードウォッチングや自然のウォーターフロント景観を見るために一般公開されている。この公園のジャグベイ自然地域やクイーンアンのパタクセント・リバーキーパーでは、季節によってパタクセント川で使うカヌーやカヤックを貸し出している。タバコ・プランテーションの邸宅や保存住宅では郡最大の集積がこの田園部にあり、メリーランド首都公園計画委員会が管理しているものもある。多くの田園部道路は保存景観道路とされている。秋にはパタクセント・バレーのリーランド道路、クルーム道路、クラゲッツランディング道路、ミルブランチ道路、クイーンアン道路、ブランディワイン道路など美しい景観ドライブを楽しむことができる。この地域を歩いて行くとすれば限られたものになる。道路沿いの多くの土地が個人所有になっているからである。しかし、メリーランド首都公園計画委員会の広い土地やトレイル、マークル野生生物保護区やロザリービル州立公園などパタクセント・バレーに州が保有する土地は歩行散策も可能であり、ハイカーやマウンテンバイク乗りに人気がある。

#### 内陸ベルトウェイ
内陸ベルトウェイの町としては、キャピタルハイツ、ディストリクトハイツ、フォレストビル、スウィートランド、シートプレザントなどがあり、隣接するコロンビア特別区の北東や南東の四半分に接している。この地域は郡内でも人口が最も多いが、2000年から2010年の統計では多くの町で人口が減少した。人口構成ではアフリカ系アメリカ人が最も多い。

#### 南部
南部は緑の多い田園部と振興開発地の中央部との組み合わせである。クリントン、オクソンヒル、テンプルヒルズ、フォートワシントンなどが大きな町である。郡内でポトマック川のウォーターフロントを楽しめる唯一の地域であり、このことでナショナルハーバー計画が生まれた。すなわち中心街とポトマック川沿いのショッピング街および住宅開発である。ナショナルハーバーは大きな観光地や会議場となり、多くのホテルや食堂、商店ができた。フェリーを使えばポトマック川を渡り、バージニア州アレクサンドリア市に渡ることができる。マウントバーノンなど歴史的な場所も港から見ることができる。フォートワシントンの川沿い道はポトマック川の景観を楽しめる。フォートワシントン公園には大きな砲台があり、砦の見学ができ、川の散策やキャンプ場で楽しむこともできる。オクソンヒル荘園は稼働している農園とプランテーションの邸宅を散策でき、ヒズ・ロードシップ・カインドネスが主要な歴史的家屋である。

### 隣接する郡
- アナランデル郡 - 東
- カルバート郡 - 南東
- チャールズ郡 - 南
- ハワード郡 - 北
- モンゴメリー郡 - 北西
  - プリンスジョージズ郡とモンゴメリー郡は2郡に跨るメリーランド首都公園計画員会、およびワシントン郊外衛生委員会（上下水道施設）という機関を持っている
- フェアファックス郡 (バージニア州) - 南西
- アレクサンドリア市 - 南西
- ワシントンD.C. - 西

### 国立保護地域
- フォートワシントン公園
- グリーンベルト公園
- パタクセント野生生物研究保護区（部分）
- ピスカタウェイ公園

## 交通

### バス
ワシントン首都圏交通公社がメトロバスの定期路線バスとワシントンメトロの旅客列車を郡内外に運行しており、また身体障碍者用にはメトロアクセスの補助的交通機関を運営している。プリンスジョージズ郡公共事業交通部も郡全体の定期路線バスである「ザバス」と、定期路線は使いにくい人のためにコール・ア・バス・サービスを運営している。コール・ア・バスはオンデマンド・サービスであり、通常は14日前の予約が必要である。また高齢者や障碍者のためにコール・ア・キャブという提携タクシーのサービスも行っている。資格ある利用者はクーポン券を購入し、郡内とモンゴメリー郡内で半額で提携タクシーを利用できる。

### 鉄道
ワシントンメトロの駅は郡内に15か所あり、その内グリーンベルト駅、ニューキャロルトン駅、ラーゴタウンセンター駅、ブランチアベニュー駅の4つは終着駅である。パープルラインの建設については多くの議論が重ねられてきた。これができれば、モンゴメリー郡とプリンスジョージズ郡の開発が進んだ地域を結ぶことになる。またグリーンラインを北のローレルとその先まで延伸する計画もある。
メリーランド通勤鉄道は2本の路線が郡内を横切っている。カムデン線はボルチモア・カムデン駅とワシントン・ユニオン駅を結んでおり、郡内にはリバーデールパーク、カレッジパーク、グリーンベルト、マーカーク、ローレル、ローレルレーストラックの6駅がある。ペン線はアムトラックの路線を使ってボルチモア・ペン駅とワシントン・ユニオン駅を結んでいる。ブーイー、シーブルック、ニューキャロルトンの3駅がある。

### 空港
カレッジパーク空港は1909年に開設された、世界最古の連続して利用されている空港であり、隣接して歴史博物館や初期の航空術をテーマにしたレストランがある。
郡民はアーリントン郡のロナルド・レーガン・ワシントン・ナショナル空港、バージニア州ダレスのワシントン・ダレス国際空港、ボルチモア市に近いボルチモア・ワシントン国際空港を利用できる。

### 道路
郡内には州間高速道路495号線（キャピタル・ベルトウェイ）の大部分が入っている。この道路の建設については長年の議論が行われた後の2007年後半に、東西方向の有料道路インターカウンティ・コネクターとして建設が始まり、州間高速道路270号線と繋ぐためにモンゴメリー郡の州間高速道路370号線まで延伸され、ローレルで州間高速道路95号線やアメリカ国道1号線と結ばれる。

### 主要高規格道路
- 州間高速道路95号線、ローレルで郡内に入る。カレッジパークで495号線（キャピタル・ベルトウェイ）と合流し、ポトマック川に架かるウッドロウ・ウィルソン橋で出ていく
- 州間高速道路495号線（キャピタル・ベルトウェイ）、アデルフィ近くで郡内に入り、カレッジパークで95号線と合流する
- アメリカ国道1号線、南北方向の幹線道、ローレルで入り、マウントレイニアでワシントンD.C.に出ていく
- アメリカ国道50号線、東西方向の自動車専用線、シバリーで入り、ブーイーで出ていく、州間高速道路495号線の東は州間高速道路595号線となる
- アメリカ国道301号線、クレイン・ハイウェイとも呼ばれる、ブランディワイン近くで州道5号線として入り、北に向かい、アメリカ国道50号線と合流して、アナポリスや東部海岸に向かう
- メリーランド州道295号線、郡内を南北に走るボルチモア・ワシントン・パークウェイの一部、 アナランデル郡からボルチモアに向かう
- メリーランド州道4号線、ペンシルベニア・アベニューとも呼ばれる、ワシントンD.C.から東にアナランデル郡に入り、南のカルバート郡に向かう
- メリーランド州道5号線、ブランチ・アベニューとも呼ばれる、ワシントンD.C.から南東にチャールズ郡に入り、セントメアリーズに向かう
- メリーランド州道214号線、セントラル・アベニューとも呼ばれる、キャピタルハイツから東に郡中央部を抜け、ブーイーを通り、アナランデル郡に入る
- メリーランド州道202号線、ランドーバー道路とも呼ばれる、アッパーマルボロから北にハイアッツビルに向かう
- メリーランド州道201号線、ケニルワース・アベニューとも呼ばれる、ワシントンD.C.からシバリーに入る、グリーンベルトでチェリーウッド・レーンと交差した後、エドモンストン道路となり、ローレルが終端となる
- メリーランド州道410号線、イースト・ウェスト・ハイウェイとも呼ばれる、タコマパーク近くのモンゴメリー郡とプリンスジョージズ郡の郡境からランドーバーまで続く
- メリーランド州道450号線、アナポリス道路とも呼ばれる、ハイアッツビルからブーイーの州道3号線に続く
- メリーランド州道25号線、インターカウンティ・コネクターとも呼ばれる、有料道路[23]、ローレルの南、国道1号線から西にバージニア・マナー道路を越し、州間高速道路95号線と新しいインターチェンジがある、西のモンゴメリー郡に入り、国道29号線、州道97号線と交差し、シャディグローブ近くの州間高速道路370号線で終わる、この370号線を介して州間高速道路270号線に接続する

## 郡政府
| 年     | 共和党        | 民主党        |
| ------ | ------------- | ------------- |
| 2008年 | 10.3% 34,246  | 89.1% 297,654 |
| 2004年 | 17.4% 55,532  | 81.8% 260,532 |
| 2000年 | 18.4% 49,987  | 79.5% 216,119 |
| 1996年 | 21.9% 52,697  | 73.5% 176,612 |
| 1992年 | 24.5% 62,955  | 65.7% 168,691 |
| 1988年 | 38.8% 86,545  | 60.0% 133,816 |
| 1984年 | 41.0% 95,121  | 58.6% 136,063 |
| 1980年 | 40.7% 78,977  | 50.9% 98,757  |
| 1976年 | 42.0% 81,027  | 58.0% 111,743 |
| 1972年 | 58.5% 116,166 | 40.3% 79,914  |
| 1968年 | 41.2% 73,269  | 40.3% 71,524  |
| 1964年 | 36.2% 46,413  | 63.8% 81,806  |
| 1960年 | 42.0% 44,817  | 58.0% 62,013  |

1792年から郡庁所在地はアッパーマルボロにある。それ以前は、パタクセント川沿い、現在のクルーム（未編入の町）のはずれにある広さ76エーカー (308,000 m²) の土地、マウントカルバートにあった。
プリンスジョージズ郡は1970年に、行政府の長として郡執行官を選出し、立法府の指導者として郡政委員を選出する郡政府形態を州政府から認められた。司法府では、他の3郡と共にメリーランド州第7巡回裁判所の管轄範囲内にあり、32人の判事のうち23人を選んでいる。
2011年8月25日、フィッチ・レーティングスはプリンスジョージズ郡の公債に 'AAA' の格付けをし、郡の安定した財政事情を確認した。この年前半にはスタンダード&プアーズやムーディーズからも 'AAA' の評価を得ており、自治体が得られる最高の格付けである。

## 人口動態
以下は2008年の推計による人口統計データである。
| 基礎データ - 人口: 825,924人 - 世帯数: 298,439 世帯 - 家族数: 198,047 家族 - 人口密度: 638人/km2（1,651人/mi2） - 住居数: 308,929軒 - 住居密度: 241軒/km2（623軒/mi2） 人種別人口構成（2010年データ） - 白人: 19.2% - アフリカン・アメリカン: 64.5% - ネイティブ・アメリカン: 0.5% - アジア人: 4.1% - 太平洋諸島系: 0.1% - その他の人種: 8.4% - 混血: 3.2% - ヒスパニック・ラテン系: 14.9% 年齢別人口構成 - 18歳未満: 26.8% - 18-24歳: 10.4% - 25-44歳: 33.0% - 45-64歳: 22.1% - 65歳以上: 7.7% - 年齢の中央値: 33歳 - 性比（女性100人あたり男性の人口） - 総人口: 91.5 - 18歳以上: 87.2 | 世帯と家族（対世帯数） - 18歳未満の子供がいる: 36.4% - 結婚・同居している夫婦: 44.0% - 未婚・離婚・死別女性が世帯主: 19.6% - 非家族世帯: 36.4% - 単身世帯: 24.1% - 65歳以上の老人1人暮らし: 4.9% - 平均構成人数 - 世帯: 2.74人 - 家族: 3.25人 収入と家計 - 収入の中央値 - 世帯: 71,696米ドル - 家族: 81,908米ドル - 性別 - 男性: 38,904米ドル - 女性: 35,718米ドル - 人口1人あたり収入: 23,360米ドル - 貧困線以下 - 対人口: 7.4% - 対家族数: 4.7% - 18歳未満: 9.2% - 65歳以上: 7.1% |

プリンスジョージズ郡は家族当たり収入中央値を比較して、国内で裕福な郡の第70位であり、アフリカ系アメリカ人が多数を占める郡としては第1位である。2008年時点で10万ドル以上を稼ぐ世帯が38.8%あった。
郡民25歳以上の30.1%はカレッジを卒業しており、学士号は17.8%、博士号は12.2%だった。86.2%は高校卒以上の学歴である。

## 都市と町
市町名の後の（　）内は法人化年である。
| 10 都市 | 17 町 |
| --- | --- |
| 1. ブーイ（1882年） 2. カレッジパーク（1945年） 3. ディストリクトハイツ（1936年） 4. グレナーデン（1939年） 5. グリーンベルト（1937年） 6. ハイアッツビル（1886年） 7. ローレル（1870年） 8. マウントレイニア（1910年） 9. ニューキャロルトン（1953年） 10. シートプレザント（1931年） | 1. バーウィンハイツ1896年） 2. ブラーデンスバーグ（1854年） 3. ブレントウッド1922年） 4. キャピトルハイツ（1910年） 5. シバリー（1931年） 6. コルマー（1927年） 7. コテージシティ（1924年） 8. イーグルハーバー（1929年） 9. エドモンストン（1924年） 10. フェアマウントハイツ1935年） 11. フォレストハイツ1945年） 12. ランドーバーヒルズ（1945年） 13. モーニングサイド（1949年） 14. ノースブレントウッド（1924年） 15. リバーデールパーク（1920年） 16. ユニバーシティパーク（1936年） 17. アッパーマルボロ（1870年） - 郡庁所在地 |

タコマパーク市の一部はプリンスジョージズ郡の中にあったが、1997年から市全体がモンゴメリー郡に入った。移管されたのはキャロルハイランズとニューハンプシャーガーデンズの住宅地区である。

### 未編入の町
未編入領域も「町」と考えられるが、政府は無い。アメリカ合衆国国勢調査局、アメリカ合衆国郵便公社、地元商工会議所など様々な組織がその町を定義している。法人化はされていないので、その境界が定義されていない。アメリカ合衆国国勢調査局は以下の国勢調査指定地域を登録している。
| - アッコキーク - アデルフィ - ジョイント・ベイス・アンドリューズ - アクァスコ - ベイデン - ベルツビル - ブランディワイン - ブロックホール - カルバートン - キャンプスプリングス - シーダービル - チラム - クリントン - コーラルヒルズ | - クルーム - イーストリバーデール - フェアウッド - フォレストビル - フォートワシントン - フレンドリー - グラスマナー - グレンデール - ヒランデール - ヒルクレストハイツ - ケッタリング - コンテラ - レイクアーバー - ランドーバー | - ラングレーパーク - ランハム - ラーゴ - マルボロメドウズ - マルボロビレッジ - マーローハイツ - マールトン - メルウッド - ミッチェルビル - ネイションハーバー - オクソンヒル - ペパーミルビレッジ - クイーンアン - クイーンランド | - ロザリービル - シーブルック - シルバーヒル - サウスローレル - スプリングデール - スウィートランド - サマーフィールド - テンプルヒルズ - ウォーカーミル - ウェストローレル - ウェストファリア - ウッドローン - ウッドモア |

その他の未編入領域として次の町がある。
| - アードモア - エイボンデール - バーウィン - カーモディヒルズ - キャロルハイランズ - シーダーハイツ - チェルトナム | - コリントン - ダンビル - グリーンメドウズ - インディアンクリークビレッジ - ケントランド - ルイスデール - メドウズ | - モンペリエ - ノースカレッジパーク - パーマーパーク - ピスカタウェイ - ラルジョン - ロジャーズハイツ - サウスブーイー | - タクシード - バンズビル - ウェストハイアッツビル - ホワイトホール |

## 主要雇用主
ヘンライコ郡の2011年包括的財務報告書に拠れば、郡内の民間主要雇用主は次の通りである。
| 順位 | 雇用主                                                  | 従業員数 |
| ---- | ------------------------------------------------------- | -------- |
| 1    | ユナイテッド・パーセル・サービス                        | 4,220    |
| 2    | ジャイアント                                            | 3,600    |
| 3    | ベライゾン・コミュニケーションズ                        | 2,738    |
| 4    | ディメンジョンズ・ヘルスケア・システム                  | 2,500    |
| 5    | ゲイロード・ナショナル・リゾート&コンベンションセンター | 2,000    |
| 6    | ショッパーズ・フード&ファーマシー                       | 1,975    |
| 7    | セイフウェイ                                            | 1,605    |
| 8    | キャピタルワン銀行                                      | 1,456    |
| 9    | ターゲット・コーポレーション                            | 1,400    |
| 10   | ドクターズ・コミュニティ病院                            | 1,300    |
| 10   | 南メリーランド病院センター                              | 1,300    |

公共部門の大雇用主
| 順位 | 雇用主                                            | 従業員数 |
| ---- | ------------------------------------------------- | -------- |
| 1    | メリーランド大学システム                          | 16,014   |
| 2    | アンドルーズ空軍基地                              | 8,057    |
| 3    | プリンスジョージズ郡                              | 7,052    |
| 4    | アメリカ合衆国内国歳入庁                          | 5,539    |
| 5    | アメリカ合衆国国勢調査局                          | 4,287    |
| 6    | ゴダード宇宙飛行センター                          | 3,171    |
| 7    | ヘンリー・A・ウォレス・ベルツビル農業研究センター | 1,850    |
| 8    | 国立海洋情報センター                              | 1,724    |
| 9    | プリンスジョージズ・コミュニティカレッジ          | 1,700    |
| 10   | アメリカ海洋大気庁                                | 1,350    |

## 犯罪
1985年から2006年の期間で、メリーランド州で発生した殺人事件の20％がプリンスジョージズ郡でだった。この20年間犯罪動向分析はプリンスジョージズ郡警察情報資源管理部が行い、2000年から2004年い犯罪件数が23.1%増加したことも示した。1984年から2004年では郡内の犯罪件数が62.8%増加していた。
2006年時点で、ワシントン大都市圏ではボルチモアと並んで犯罪率が高かった。
しかし、2009年時点では犯罪が減る傾向にあり、殺人件数は2005年の151件から2009年の99件となった。
犯罪は減っていたものの、2011年の初めの12日間で13件の殺人事件が起こった。これは警察にとっては圧力となり、暴力犯罪防止を強化することになった。この1月末で殺人件数は16件となった。
暴力犯罪は2013年になっても続いている。「ワシントン・ポスト」は2月20日付けで、郡内殺人事件は15件であり、2012年の同日と比べて5件増加したと報告した。

## 宗教
郡内には800以上の教会があり、そのうち12はメガチャーチである。また多くのモスク、シナゴーグ、ヒンドゥー教や仏教の寺院もある。宗教団体に属する土地は3,450エーカー (14.0 km2) になる。

## 警察と消防

### 警察

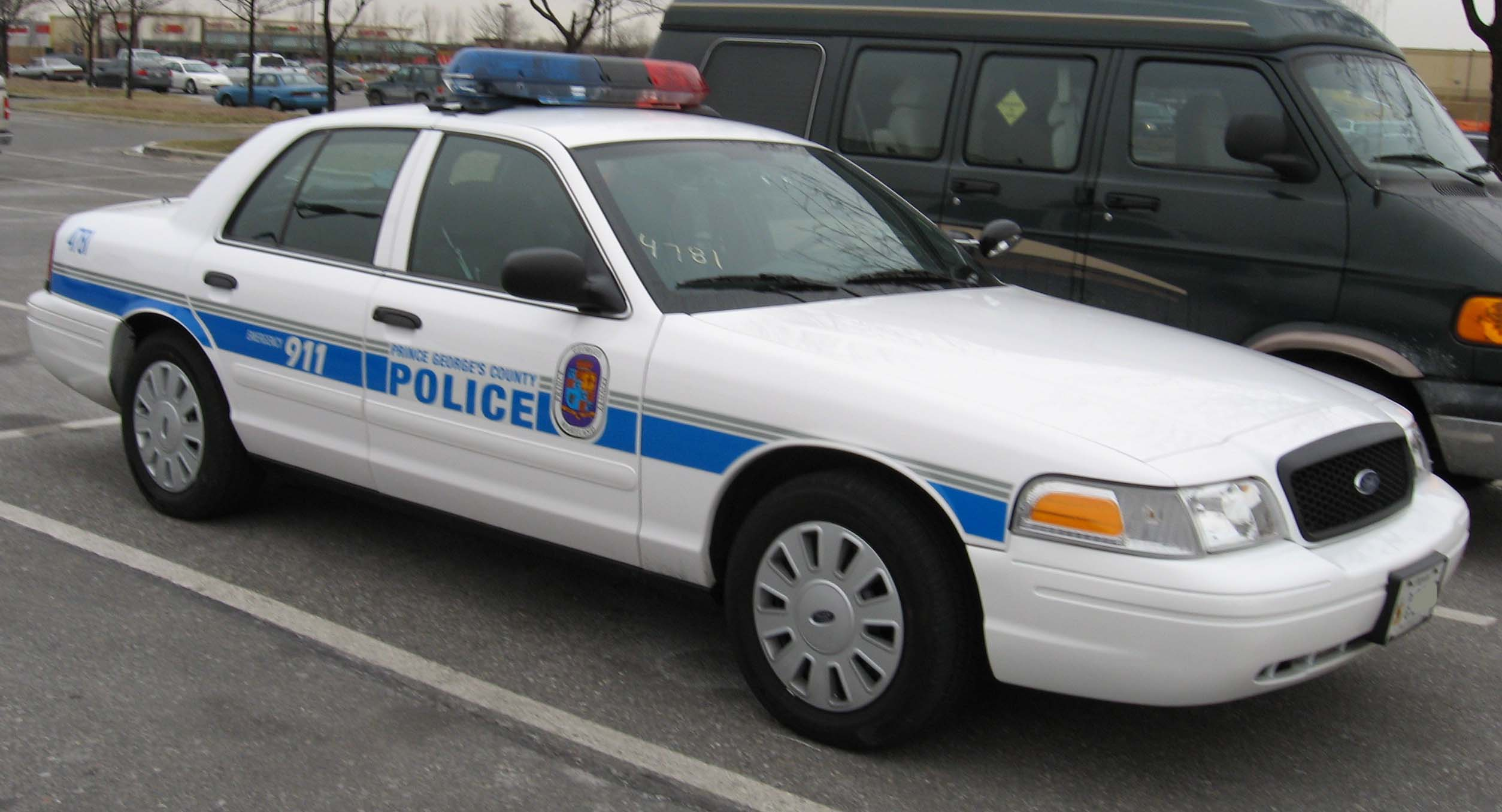
プリンスジョージズ郡警察部のパトカー、フォード・クラウンビクトリア、2007年2月撮影

プリンスジョージズ郡には複数の警察機関がある。プリンスジョージズ郡警察部が郡内未編入領域を担当している。さらにプリンスジョージズ郡保安官事務所は郡裁判所の警備を担当し、郡警察と共にパトロールも行っている。郡立公園はメリーランド首都公園警察のプリンスジョージズ郡支部が担当している。郡とは別に27の自治体のうち26が警察署を持っており、軍警察と協力している。さらにメリーランド州警察が郡内を通る州道を管理し、メリーランド州自然資源パトロール部は州立公園や航行可能な水路をパトロールしている。
州や地方の警察機関と共に連邦政府もアメリカ公園警察、アメリカ郵便警察、アンドルーズ空軍基地セキュリティ・ポリスなど郡民を守る機関があり、郡内の連邦政府所有地に位置している。

### 消防救急活動

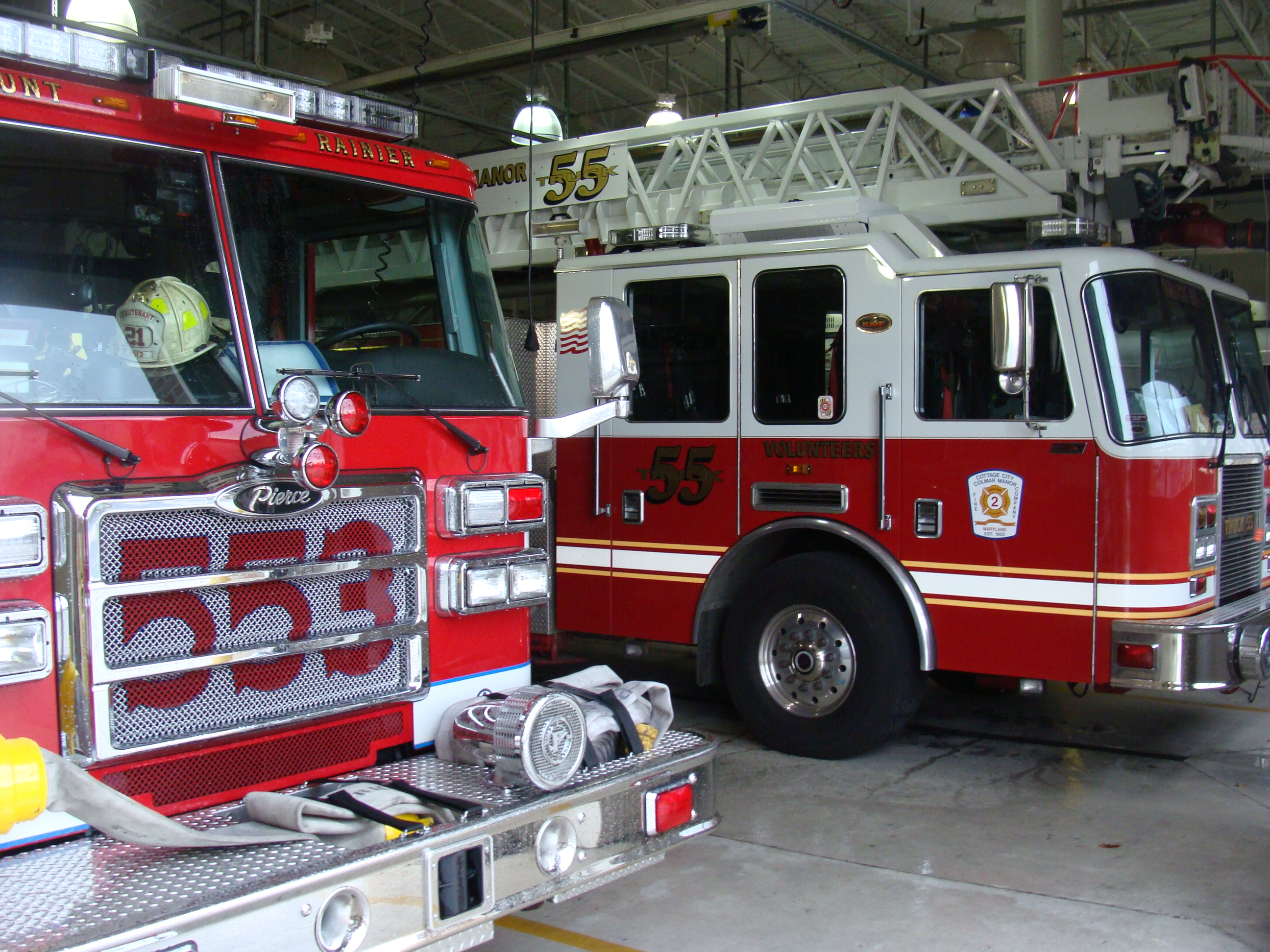
消防車と梯子車

郡内の病院としてはブーイー健康センター、ランハムのドクターズ・コミュニティ病院、シバリーのグレイディズ・スペルマン特殊病院と看護センター、ランドーバーのホスピス・オブ・チェサピーク、ローレルのローレル地域病院、シバリーのプリンスジョージズ病院医療センター、クリントンの南メリーランド病院センターがある。フォートワシントン医療センターも町のための小さな医療施設である。
1922年、プリンズジョージズ郡消防団協会が結成され、郡内に幾つか消防団が組織された。
1966年3月、プリンズジョージズ郡政府が消防団に雇用されていた消防士を雇用し、常勤の消防署を組織した。
1973年、救急コールシステム「9-1-1」を導入したことでメリーランド州初の郡になった。1977年には先進的救急サービスが始められた。消防士は心臓疾患救急技術者として資格付けられ、ブレントウッド、シルバーヒル、ローレルの消防署には移動強化治療部隊と呼ばれた組織が配置された。
2007年時点で800人以上の常勤消防士および救急医療士と、1,100人近いボランティア消防団員が活動している。

## 教育

### 高等教育機関
- ブーイー州立大学、ブーイーの北の未編入領域にある
- キャピトル・カレッジ、ローレルの南の未編入領域にある
- プリンズジョージズ・コミュニティカレッジ、ラーゴ近くの未編入領域にある
- ストレイヤー大学PGキャンパス、スウィートランド近くの未編入領域にある
- TESST工科カレッジ、ベルツビル近くの未編入領域にある
- メリーランド大学カレッジパーク校、カレッジパーク市
- メリーランド大学ユニバーシティカレッジ、アデルフィ近くの未編入領域にある
- ワシントン・バイブルカレッジとキャピタル・バイブル・セミナリー、ランハム近くの未編入領域にある

メリーランド大学システムはアデルフィの未編入領域に本部がある。

### 公共教育学区
郡内の公立学校はプリンズジョージズ郡公共教育学区が管轄している。

## メディア
- モーニングサイドにあるFMラジオ局 "WPGC-FM" は、プリンズジョージズ郡の頭文字からコールサインを "P-G-C" としている。

## スポーツ

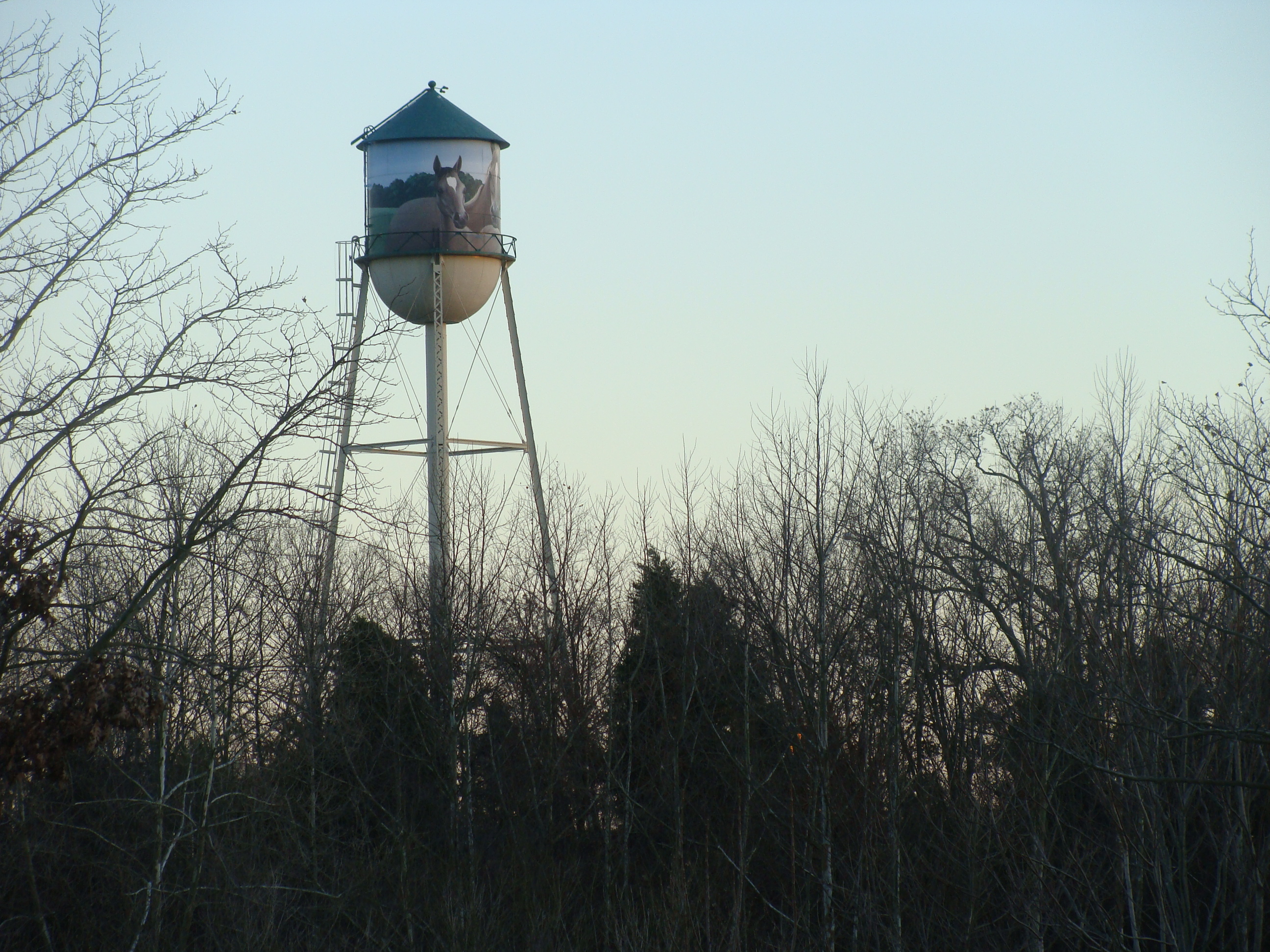
アッパーマルボロの乗馬センターにある給水塔

プリンズジョージズ郡はアメリカンフットボールのワシントン・レッドスキンズと関連付けられることが少ないが、その競技場はランドーバーにある。他にはメジャークラスのプロスポーツチームは無い。

## 著名な出身者
- カレン・アレン、女優、ディレクター、ニューキャロルトンで育ち、デュバル高校を卒業した
- マイケル・ビーズリー、NBAバスケットボール選手、フェニックス・サンズ
- リディック・ボウ、プロボクサー、元ヘビー級チャンピオン、家族がフォートワシントンのセロエステイツに住んだ
- セルゲイ・ブリン、Googleの創設者、アデルフィで育ち、グリーンベルトのエレノア・ルーズベルト高校を卒業した
- ケビン・デュラント、NBAバスケットボール選手、オクラホマシティ・サンダー
- ジェフ・グリーン、NBAバスケットボール選手、ボストン・セルティックス
- ゴールディ・ホーン、女優、監督、プロデューサー、タコマパークで育ち、モンゴメリー郡に移った
- ジム・ヘンソン、操り人形師、『セサミストリート』に利用、ユニバーシティパークで育ち、ハイアッツビルのノースウェスタン高校を卒業した
- タラジ・P・ヘンソン、女優、オクソンヒル高校を卒業した
- ロイ・ヒバート、NBAバスケットボール選手、インディアナ・ペイサーズ、アデルフィで育った
- マーティン・ローレンス、俳優、コメディアン、ランドーバーに住み、グリーンベルトのエレノア・ルーズベルト高校を卒業した
- タイ・ローソン、NBAバスケットボール選手、デンバー・ナゲッツ
- シュガー・レイ・レナード、プロボクサー、パーマーパークで育った
- ジョージ・ゴードン・リディ、ウォーターゲート事件で有罪となった大統領補佐官、後に著作家、ラジオ・パーソナリティ、フォートワシントンのフォートフットに住んでいる
- マイア、ポップミュージシャン
- サミー・ネスティコ、ビッグバンドのアレンジャー、1960年代にオクソンヒルに住んだ
- ワーレイ、ヒップホップ・アーティスト、歌の中で「PG郡」や「DMV地域」（ワシントン、メリーランド、バージニア）が出てくる
- サムナー・ウェルズ、アメリカ合衆国国務次官（フランクリン・ルーズベルト政権）、オクソンヒル・マナーを建てて住んだ、この建物は現在公共施設になっている

## 姉妹都市
- 南アフリカ、ロイヤル・バフォケング・ネーション
- イスラエル、リション・レジオン
- セネガル、ジガンショール